# Ronnbergia maidifolia
Ronnbergia maidifolia är en gräsväxtart som beskrevs av Carl Christian Mez. Ronnbergia maidifolia ingår i släktet Ronnbergia och familjen Bromeliaceae. Inga underarter finns listade i Catalogue of Life.